# The She-Creature
The She-Creature este un film de groază american din 1956 regizat de Edward L. Cahn. Rolurile principale au fost interpretate de actorii Chester Morris, Tom Conway și Cathy Downs.
Filmul a fost lansat de AIP ca un program dublu împreună cu It Conquered the World.

## Prezentare
Dr. Carlo Lombardi este un hipnotizator de carnaval care face experimente de regresie hipnotică care fac ca subiectul său feminin, involuntar, Andrea Talbott să treacă la o viață anterioară ca formă umanoidă preistorică a vieții marine. El folosește manifestarea fizică a creaturii preistorice pentru a comite crime.

## Distribuție
- Chester Morris - Dr. Carlo Lombardi
- Tom Conway - Timothy Chappel
- Cathy Downs - Dorothy Chappel
- Lance Fuller - Dr. Ted Erickson
- Ron Randell - Police Lt. Ed James
- Frieda Inescort - Mrs. Chappel
- Marla English - Andrea Talbott
- Frank Jenks - Plainclothes Sgt.
- El Brendel - Olaf
- Paul Dubov - Johnny
- William Hudson - Bob (ca Bill Hudson)
- Flo Bert - Marta
- Jeanne Evans - Mrs. Brown
- Kenneth MacDonald - Police Doctor
- Jack Mulhall - Lombardi's Lawyer
- Spike - King
- Paul Blaisdell -  She-Creature